# Nikoghayos Puginyán
Nikoghayos Puginyán (1834 - 1880, Tiflis, Imperio ruso) fue un dramaturgo armenio. Se graduó de la facultad de medicina de la Universidad de Moscú y trabajó en Tiflis (ahora Georgia). Participó en la organización del "Comité de Teatro Armenio" en Tiflis (1863).
Puginyán es una de las figuras famosas de la comedia cotidiana armenia. Escribió sus obras, inspirado en la vida de la gente, el ambiente armenio de Tbilisi en ese momento con su brillante color nacional y el dialecto de la lengua armenia. En sus obras, el dramaturgo ridiculizó la cortesía, las limitaciones mentales, la manía de enriquecerse, expresó su simpatía por los desplazados internos armenios de otros lugares. Adaptó la comedia de Molière «El matrimonio forzado», que se representó bajo el título «Dondequiera que vayas, debes casarte».